# Лази (місто)
Лази (пол. Łazy, нім. Lazy, Lasern) — місто в південній Польщі.
Належить до Заверцянського повіту Сілезького воєводства.

## Демографія
Демографічна структура станом на 31 березня 2011 року:
|          | Загалом | Допрацездатний вік | Працездатний вік | Постпрацездатний вік |
| -------- | ------- | ------------------ | ---------------- | -------------------- |
| Чоловіки | 3497    | 590                | 2489             | 418                  |
| Жінки    | 3718    | 545                | 2246             | 927                  |
| Разом    | 7215    | 1135               | 4735             | 1345                 |